# Odontomyia kirchneri
Odontomyia kirchneri är en tvåvingeart som beskrevs av Jaennicke 1867. Odontomyia kirchneri ingår i släktet Odontomyia och familjen vapenflugor. Inga underarter finns listade i Catalogue of Life.